# Лікувально-профілактичне харчування
Лікувально-профілактичне харчування — це різновид раціонального харчування, метою якого є підвищення стійкості організму до несприятливих умов навколишнього середовища або праці, з метою запобігання виникнення професійних захворювань.
Відповідно до Закону України «Про охорону праці», та відповідно до Кодексу законів про працю України, право на отримання певних харчових продуктів та лікувально-профілактичного харчування мають працівники, які задіяні на роботах з шкідливими умовами праці.
Атестація робочих місць за умовами праці виявляє шкідливі та небезпечні фактори виробничого середовища, що дозволяють працівникам претендувати на пільги та компенсації.